# Kasztelania halicka
Kasztelania halicka – kasztelania mieszcząca się niegdyś w województwie ruskim, z siedzibą (kasztelem) w Haliczu.

## Kasztelanowie haliccy
- Jan Bełżecki
- Józef Bielski
- Teodoryk Buczacki Jazłowiecki
- Jakub Buczacki
- Aleksander Cetner
- Jan Golski
- Stanisław Golski
- Andrzej Górski
- Wojciech Humiecki
- Tomasz Jan Karczewski
- Marcin Kazanowski
- Adam Hieronim Kazanowski
- Jan Koła
- Jan Koła
- Paweł Koła
- Maurycy Kurdwanowski
- Mikołaj Michał Kurdwanowski
- Stanisław Lanckoroński
- Stanisław Lanckoroński
- Antoni Lipiński
- Antoni Rozwadowski
- Jan Sienieński
- Jan Sienieński
- Jan Sienieński
- Krzysztof Skarbek
- Adam Stanisławski
- Jan Włodkowicz
- Stanisław Worcell
- Jan Kazimierz Zamoyski
- Stanisław Żółkiewski